# Mark 20 (核爆弾)
Mark 20はアメリカ合衆国が1950年代に開発していた核爆弾。核分裂兵器であり、水素爆弾の開発が進んだことによって、1954年8月に開発中止となった。
ファットマン(Mark 3)系列の核爆弾でありMark 4、Mark 6、Mark 13に続く改良型である。プルトニウムを用いたインプロージョン方式の核分裂兵器であり、外形はほぼMark 13と同じで直径60インチ、長さ128インチで、重量はやや軽く2.9tとなっている。核出力はMark 13よりも大出力であることを計画していた。
核分裂兵器であるMark 13の開発は1953年8月に中止されたが、改良型のMark 20の開発は継続された。それも大出力核兵器である水素爆弾のMark 14の生産開始やMark 15実用化の目処が立ったことにより、1954年8月に開発中止となった。